# Papa Wemba
Papa Wemba, echte naam Jules Shungu Wembadio Pene Kikumba (Lubefu (Belgisch-Congo), 14 juni 1949 – Abidjan, 24 april 2016), was een Congolese (Congo-Kinshasa) zanger en een van de bekendste muzieksterren van Afrika. Hij wordt soms de King of Rumba genoemd.

## Loopbaan
Papa Wemba was een van de oorspronkelijke leden van Zaiko Langa Langa, een populaire groep in Congo-Kinshasa in de jaren zeventig en tachtig. Hij was de leider van de groep Viva la Musica.
In de jaren tachtig kreeg hij internationale bekendheid en vestigde zich in Europa. Op een tournee in de V.S. en Japan begin jaren negentig ontmoette hij producer Peter Gabriel. Onder diens label Real World bracht hij drie albums uit. Hiermee was hij na zijn idool Tabu Ley Rochereau de tweede Congolese artiest die een platencontract tekende bij een internationaal label.
Papa Wemba stelde verschillende succesvolle groepen samen. Tijdens zijn 30 jaar durende internationale carrière werkte hij samen met ontelbare artiesten. In 1987 speelde hij de hoofdrol in La vie est belle, een Belgisch-Congolese film. In de Belgische film Kinshasa Kids uit 2012 trad hij op in een gastrol.
Hij wordt gezien als grondlegger van 'la SAPE', het modebewustzijn en dandyisme uit Kinshasa dat van de jaren zeventig tot vandaag een belangrijke uiting is van jongerencultuur en de vrije zoektocht naar een hedendaags Afrikaanse zelfbewustzijn. In het lied 'Matebo' van Papa Wemba uit 1979 is reeds sprake van 'sape'.
Hij was niet onbesproken. In 2003 veroordeelde een Franse rechtbank hem voor "hulp aan het illegaal verblijf van mensen zonder papieren onder het mom van zijn muzikale activiteiten". Hij zou verschillende Congolezen Europa binnengeloodst hebben, zogezegd als begeleidingsmuzikanten. Hij werd op 16 november 2004 veroordeeld tot een gevangenisstraf van 30 maanden, waarvan 4 effectief. Ook in België kwam hij in dezelfde periode in opspraak voor gelijkaardige feiten. Hij werd uiteindelijk in 2012 veroordeeld tot 15 maanden celstraf, waarvan de helft met uitstel.
Hij overleed op 66-jarige leeftijd tijdens een concert in Abidjan, Ivoorkust. Op 2 mei 2016 kon het publiek afscheid van hem nemen in het stadion van Kinshasa.

## Discografie
- 1986 · Papa Wemba – Au Japon (live)
- 1987 · Papa Wemba Ekumani
- 1992 · Le Voyageur
- 1994 · For Idoles
- 1995 · Emotion
- 1996 · Pôle Position
- 1997 · Nouvelle Ecriture
- 1998 · Molokaï
- 1998 · Ya Biso Moko
- 1998 · L' (1998)
- 1999 · The Magic Collection (live)
- 1999 · Fula Ngenge
- 1999 · Muana Matebu
- 2000 · A La Une
- 2001 · Zea
- 2001 · Legend
- 2001 · Bakala Dia Kuba
- 2003 · Somo Trop
- 2003 · Best Of
- 2004 · Muana Molokaï
- 2010 · Notre père (Rumba)
- 2010 · 16e Arrondissement van Modogo Gian Franco, featuring Papa Wemba
- 2011 · Trait d'union (Rumba)
- 2014 · Maître d'école (Rumba na Rumba)
- 2016 · Forever de Génération en Génération

## Films
- La vie est belle (Benoît Lamy)